# Ruth Sanger

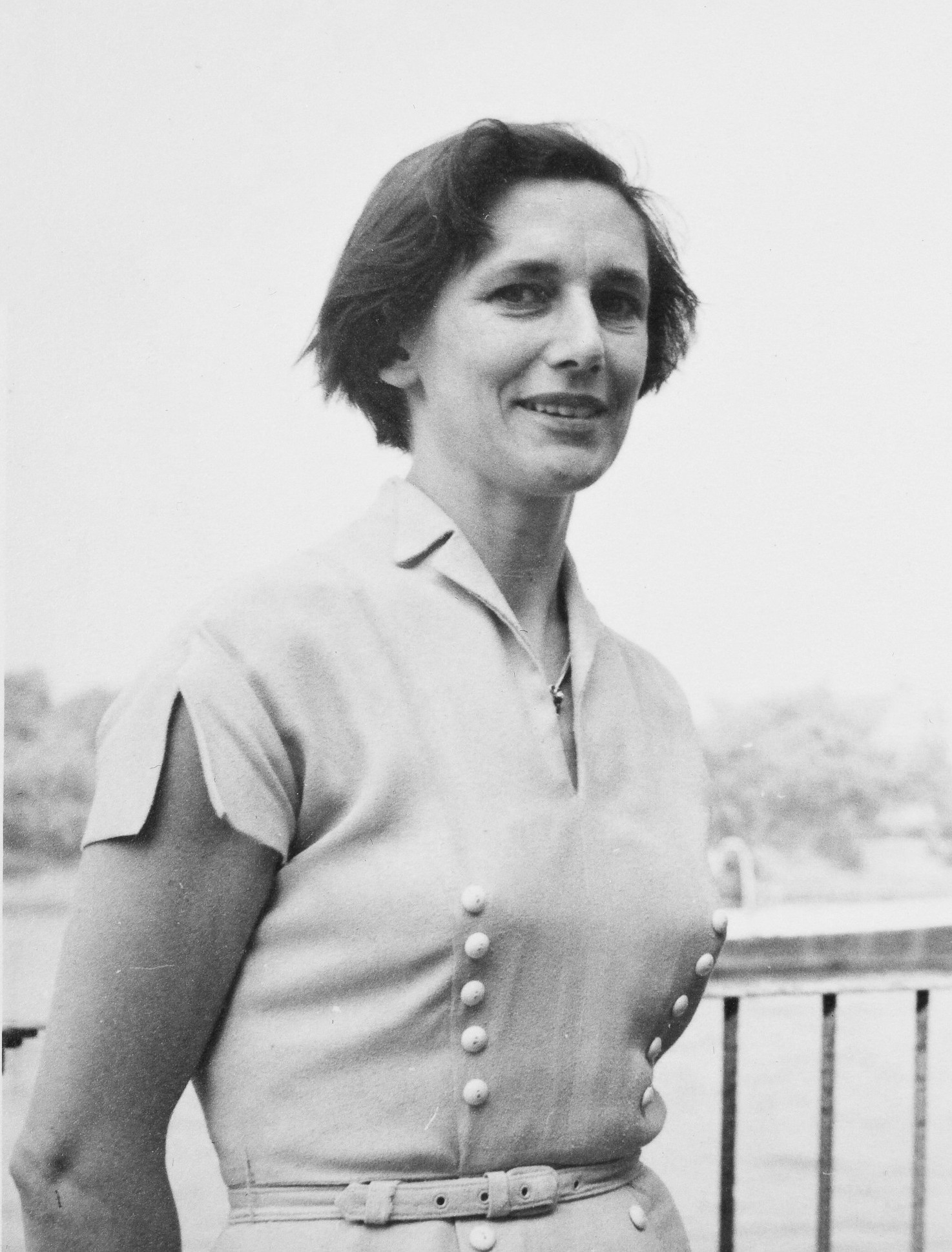
Ruth Sanger, c. 1950

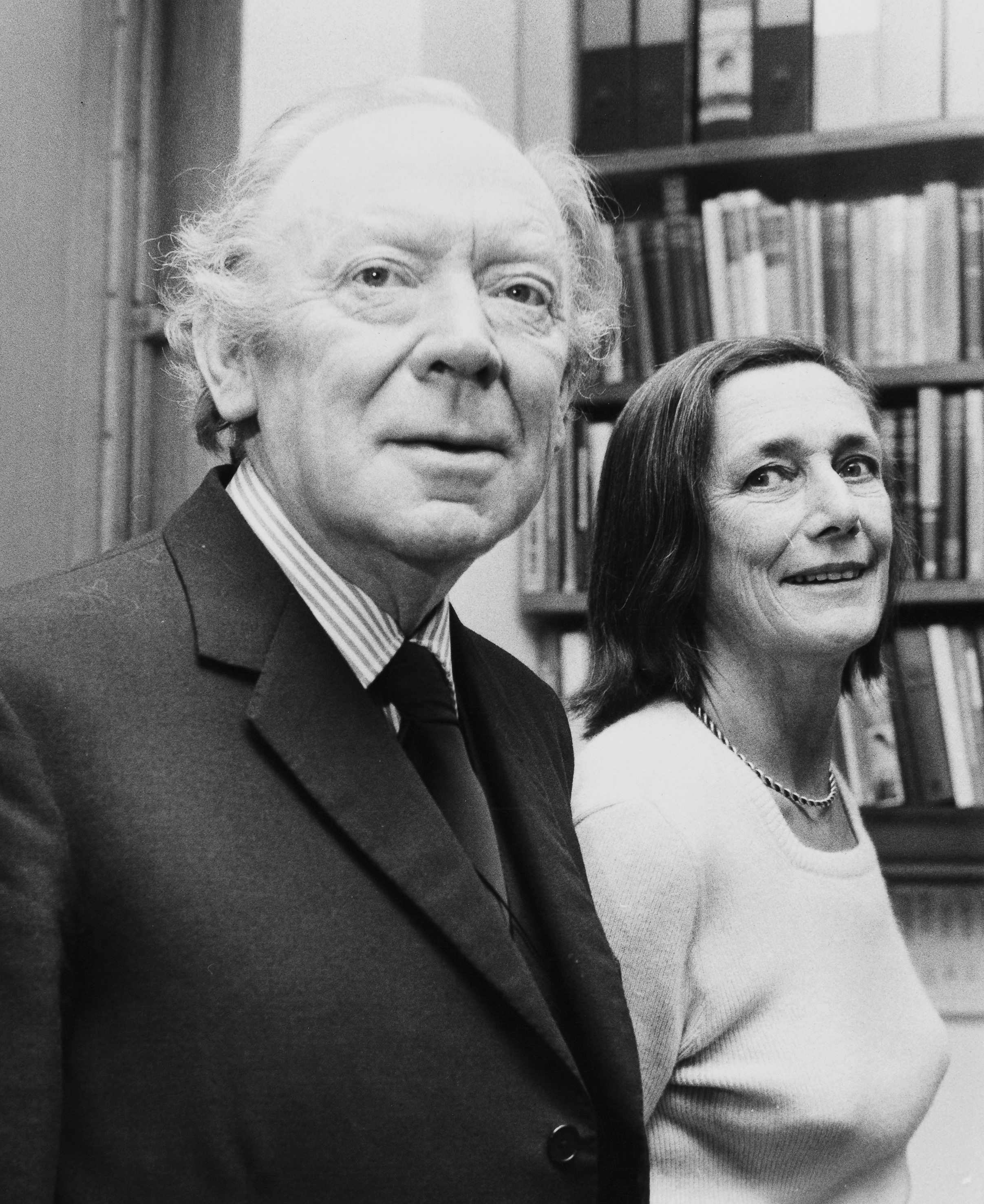
Robert Russell Race und Ruth Sanger, 1973

Ruth Ann Sanger (* 6. Juni 1918 in Southport; † 4. Juni 2001 in Putney) war eine australische Hämatologin.

## Leben
Sanger war die Tochter eines Schulleiters und ging selbst in Sydney zur Schule und auf die Universität mit dem Medizinabschluss 1938. Sie arbeitete an der Blutbank des Roten Kreuzes in Australien, bevor sie 1946 nach England ging, um mit dem Blutgruppenspezialisten Robert Russell Race (1907–1984) zu arbeiten, der Direktor der Forschungsabteilung über Blutgruppen des Medical Research Council (MRC) am Lister Institut in London war. 1948 wurde sie an der Universität London promoviert. Sie kehrte kurz nach Australien zurück, blieb aber ab 1950 in England an der Blutgruppeneinheit des MRC. 1973 wurde sie Nachfolgerin von Race als Leiter der Blutgruppeneinheit und Direktorin des MRC. 1983 emeritierte sie.
Sanger war mit Robert Russell Race, ihrem Ehemann seit 1956, Autorin eines Standardwerks über menschliche Blutgruppen. Die erste Auflage von 1950 ging teilweise aus ihrer Dissertationsarbeit hervor. Sie war an mehreren hämatologische Entdeckungen beteiligt, unter anderem dem Xg Blutgruppensystem (geschlechtsspezifisch an die X-Chromosomen gebunden).
Sie war seit 1972 Fellow der Royal Society. 1973 erhielt sie den Oliver Memorial Award des Britischen Roten Kreuzes, 1957 mit Race den Karl Landsteiner Memorial Award und 1972 erhielten beide den Gairdner Foundation International Award und 1970 den Philip Levine Award.
Ihre Ehe mit Race blieb kinderlos.

## Schriften
- mit Robert Russell: Race Blood Groups in Man. 6. Auflage. Oxford: Blackwell 1975.
  - Deutsche Übersetzung: Die Blutgruppen des Menschen. Thieme 1958.